# Рікардо Александр дос Сантос
Рікардо Александр дос Сантос (порт. Ricardo Alexandre dos Santos, нар. 24 червня 1976, Пассос) — бразильський футболіст, що грав на позиції півзахисника.
Виступав, зокрема, за клуб «Крузейру», а також національну збірну Бразилії.
Дворазовий володар Кубка Бразилії. Володар Кубка Лібертадорес. Переможець Рекопи Південної Америки.

## Клубна кар'єра
Народився 24 червня 1976 року в місті Пассос. Вихованець футбольної школи клубу «Крузейру». Дорослу футбольну кар'єру розпочав 1994 року в основній команді того ж клубу, в якій провів вісім сезонів, взявши участь у 415 матчах. У складі «Крузейру» у бразильському чемпіонаті дебютував 6 листопада 1994 року у поєдинку проти «Брагантіно». За цей час виборов титул володаря Кубка Лібертадорес, ставав переможцем Рекопи Південної Америки (1997), володарем кубку Бразилії, а також переможцем Ліги Мінейро (1994, 1996, 1997, 1998).
У 2002—2006 роках виступав у японських клубах «Касіва Рейсол» та «Касіма Антлерс». У Джей-лізі зіграв 64 матчі, відзначився 5-ма голами. Після повернення до Бразилії знову захищав кольори «Крузейру». Завершив професійну ігрову кар'єру у клубі «Корінтіанс», за команду якого виступав протягом 2007 року. У футболці цього клубу 25 серпня 2007 року у програному (0:3) матчі з «Крузейру» зіграв останній матч у бразильському чемпіонаті.

## Виступи за збірну
18 грудня 1996 року дебютував у складі національної збірної Бразилії у Манаусі у товариському матчі проти Боснії і Герцеговини. Протягом кар'єри у національній команді, яка тривала 6 років, провів у формі головної команди країни лише 3 матчі.

## Клубна статистика
| Клубні виступи | Клубні виступи | Клубні виступи | Ліга  | Ліга | Кубок            | Кубок            | Кубок ліги      | Кубок ліги      | Загалом | Загалом |
| Сезон          | Клуб           | Ліга           | Матчі | Голи | Матчі            | Голи             | Матчі           | Голи            | Матчі   | Голи    |
| Бразилія       | Бразилія       | Бразилія       | Ліга  | Ліга | Кубок Бразилії   | Кубок Бразилії   | Кубок ліги      | Кубок ліги      | Загалом | Загалом |
| -------------- | -------------- | -------------- | ----- | ---- | ---------------- | ---------------- | --------------- | --------------- | ------- | ------- |
| 1994           | Крузейру       | Серія A        | 2     | 0    |                  |                  |                 |                 | 2       | 0       |
| 1995           | Крузейру       | Серія A        | 10    | 0    |                  |                  |                 |                 | 10      | 0       |
| 1996           | Крузейру       | Серія A        | 20    | 1    |                  |                  |                 |                 | 20      | 1       |
| 1997           | Крузейру       | Серія A        | 21    | 3    |                  |                  |                 |                 | 21      | 3       |
| 1998           | Крузейру       | Серія A        | 20    | 1    |                  |                  |                 |                 | 20      | 1       |
| 1999           | Крузейру       | Серія A        | 17    | 3    |                  |                  |                 |                 | 17      | 3       |
| 2000           | Крузейру       | Серія A        | 21    | 5    |                  |                  |                 |                 | 21      | 5       |
| 2001           | Крузейру       | Серія A        | 22    | 3    |                  |                  |                 |                 | 22      | 3       |
| Японія         | Японія         | Японія         | Ліга  | Ліга | Кубок Імператора | Кубок Імператора | Кубок Джей-ліги | Кубок Джей-ліги | Загалом | Загалом |
| 2002           | Касіва Рейсол  | Джей-ліга      | 11    | 1    | 1                | 0                | 1               | 0               | 13      | 1       |
| 2003           | Касіва Рейсол  | Джей-ліга      | 21    | 4    | 0                | 0                | 3               | 1               | 24      | 5       |
| 2004           | Касіва Рейсол  | Джей-ліга      | 11    | 0    | 0                | 0                | 2               | 0               | 13      | 0       |
| 2005           | Касіва Рейсол  | Джей-ліга      | 8     | 0    | 0                | 0                | 1               | 0               | 9       | 0       |
| 2005           | Касіма Антлерс | Джей-ліга      | 13    | 0    | 0                | 0                | 0               | 0               | 13      | 0       |
| 2006           | Касіва Рейсол  | Джей-ліга 2    | 32    | 8    | 0                | 0                | -               | -               | 32      | 8       |
| Бразилія       | Бразилія       | Бразилія       | Ліга  | Ліга | Кубок Бразилії   | Кубок Бразилії   | Кубок ліги      | Кубок ліги      | Загалом | Загалом |
| 2007           | Крузейру       | Серія A        | 5     | 0    |                  |                  |                 |                 | 5       | 0       |
| 2007           | Корінтіанс     | Серія A        | 8     | 0    |                  |                  |                 |                 | 8       | 0       |
| Країна         | Бразилія       | Бразилія       | 146   | 16   |                  |                  |                 |                 | 146     | 16      |
| Країна         | Японія         | Японія         | 96    | 13   | 1                | 0                | 7               | 1               | 104     | 14      |
| Загалом        | Загалом        | Загалом        | 242   | 29   | 1                | 0                | 7               | 1               | 250     | 30      |

## Статистика у збірній
| національна збірна Бразилії | національна збірна Бразилії | національна збірна Бразилії |
| Рік                         | Матчі                       | Голи                        |
| --------------------------- | --------------------------- | --------------------------- |
| 1996                        | 1                           | 0                           |
| 1997                        | 0                           | 0                           |
| 1998                        | 0                           | 0                           |
| 1999                        | 0                           | 0                           |
| 2000                        | 1                           | 0                           |
| 2001                        | 1                           | 0                           |
| Загалом                     | 3                           | 0                           |

## Титули і досягнення
- Ліга Мінейро
  -  Чемпіон (6): 1994, 1996, 1997, 1998

- Кубок Ліги Мінейро
  -  Володар (1): 1999

- Суперліга Мінейро
  -  Чемпіон (1): 2002

- Кубок Сул-Мінас
  -  Володар (1): 2001, 2002

- Кубок Центрального-Сходу
  -  Володар (1): 1999

- Кубка Бразилії
  -  Володар (2): 1996, 2000

- Кубок Лібертадорес
  -  Володар (1): 1997

- Рекопа Південної Америки
  -  Володар (1): 1998

- Кубок володарів Суперкубку Лібертадорес
  -  Володар (1): 1995

- Золотий Кубок
  -  Володар (1): 1995